# Narella bowersi
Narella bowersi är en korallart som först beskrevs av Nutting 1908.  Narella bowersi ingår i släktet Narella och familjen Primnoidae. Inga underarter finns listade i Catalogue of Life.

## Bildgalleri

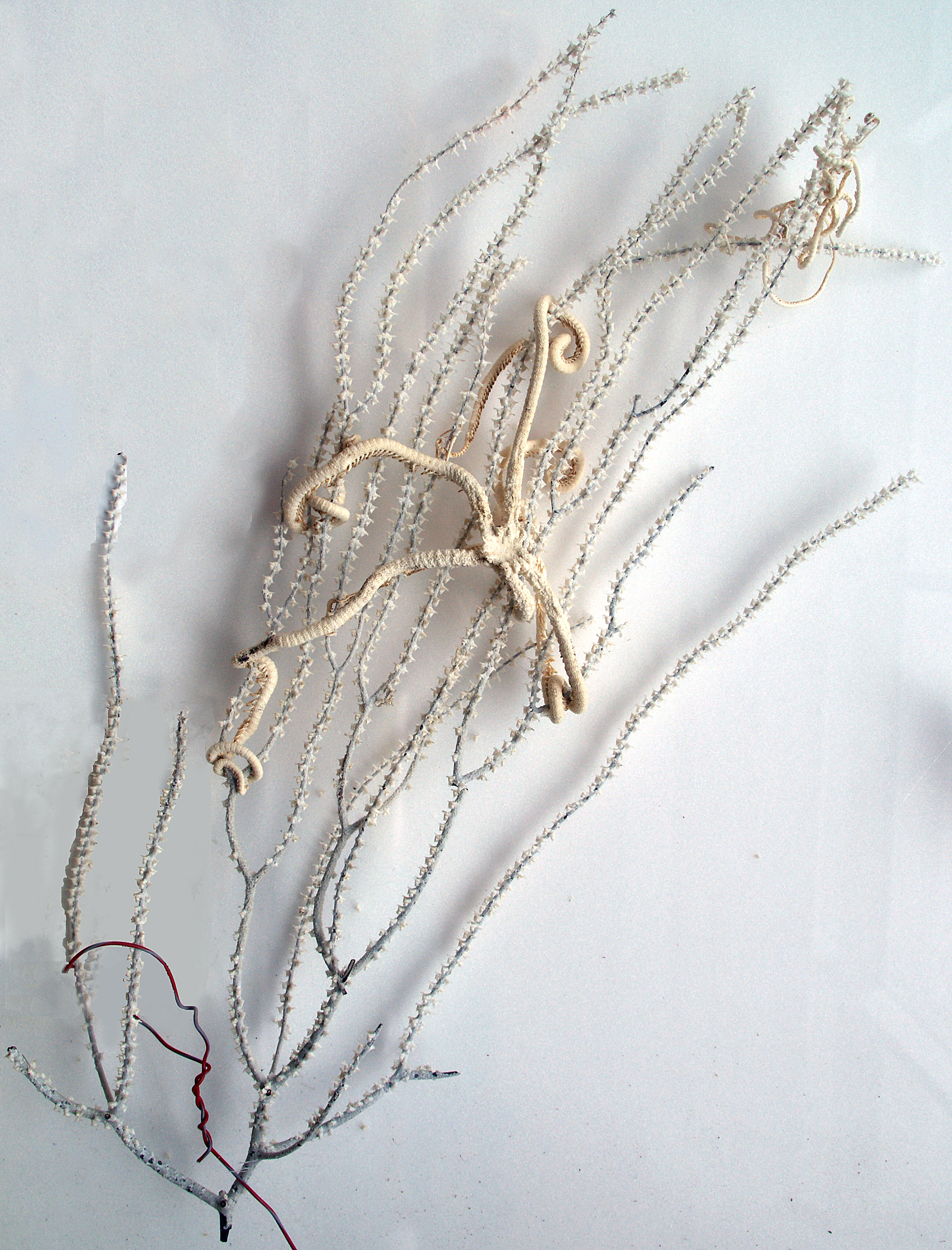